# Bassano Bresciano-observatoriet
Bassano Bresciano-observatoriet (italienska: Osservatorio Astronomico Bassano Bresciano), är ett observatorium i Bassano Bresciano, Italien.
Minor Planet Center listar observatoriet som upptäckare av 3 asteroider mellan 1991 och 1993.

## Asteroider upptäckta av Bassano Bresciano-observatoriet
| 6793 Palazzolo     | 30 december 1991 |
| 6981 Chirman       | 15 oktober 1993  |
| 22370 Italocalvino | 15 oktober 1993  |